# Розкріповка
Розкріпо́вка (розкріпо́ваний ордер, кріпо́вка) — незначний (на відміну від ризаліту), вертикальний виступ частини стіни, антаблемента чи карниза. Площина цього виступу паралельна стіні.
Розкріпований ордер був дуже поширений у давньоримській архітектурі.